# 塞汉赫特
塞汉赫特（Sekhemkhet）是埃及第三王朝的法老。据曼涅托的记载，一位被称为提里斯（Tyris）的国王（可能对应着都灵王表中的乔塞尔提"Djoser-ti"）曾经统治了埃及7年，现代学者认为乔塞尔提即是塞汉赫特。如此，依据都灵王表的记载，塞汉赫特的统治期为6年。，托比·威尔金森通过复原埃及第五王朝的巴勒莫石碑，基于开罗残片1第五节的相关记载，指出塞汉赫特的统治期可能为7年。他认为“这一数据具有相当的可信度，因为这位法老的统治期与其前后任的分野十分清楚。”如果这一结论是正确的话，那么曼涅托王表的记载就是准确的。一般认为，塞汉赫特的统治期从大约公元前2649年开始，直至公元前2643年或2642年。塞汉赫特名字之意为“身体强壮”。

## 金字塔
尽管人们早已知道塞汉赫特是左塞尔的继任者，但是直到1951年，扎卡里亚·格内姆于萨卡拉地区发现了一座未完成阶梯金字塔的地基和地上残留痕迹之后，其名字才为人所知。直到塞汉赫特死之时，这座金字塔才完成了最底层阶梯的构造。在此地出土的陶罐密印上刻有这位法老的名字。这座未完成金字塔的结构设计和金字塔中出土的文献显示，左塞尔统治时期著名的大臣印何闐曾经参与设计这座金字塔。在这座金字塔周边围墙上所出现的印何闐的名字表明这位官员在左塞尔死后仍然活着，并继续服务于塞汉赫特。考古学家认为塞汉赫特的这座金字塔如果完工的话，将比左塞尔金字塔更为庞大。这座金字塔的遗址位于左塞尔金字塔的西南方，大部分掩埋于沙丘之下，因此被称为“被掩埋的金字塔”。
1950年，一支埃及考古队在这座金字塔的遗址中发现了一件金质贝壳状容器。这件容器长5.3厘米，现藏于开罗国家博物馆的四号展厅。